# Йоан Велбъждски
Йоан Велбъждски (XII век) е византийски духовник, епископ на Велбъжд.
Йоан Велбъждки е известен от надписа на един молевдовул (словен печат), открит при разкопки на кюстендилската крепост Хисарлъка. Надписът е на гръцки език език и гласи: „Закриляй ... (Богородице) Дево, Велбъждския епископ Йоанна“.